# Ерідан
Еріда́н (грец. Ηριδανός) — річковий бог, син Океана й Тетії;
Ерідан — річка на крайньому заході, де побував Геракл, питаючи в німф дороги до саду Гесперид. До Ерідана пливли аргонавти, вдихаючи жахливий запах від пожежі, викликаної падінням у річку Фаетона. Ерідан славиться бурштином, на який перетворилися сльози Аполлона, коли він оплакував Асклепія (варіант: сльози Геліад, що плакали за своїм братом Фаетоном). За іншими міфами, Ерідан — одна з річок підземного царства. Пізніше Ерідана ототожнювали з річкою По.